# Eperjesi Egyetem
Az Eperjesi Egyetem (szlovákul: Prešovská univerzita v Prešove, latinul: Universitas Presoviensis) 1997-ben alapított egyetem a szlovákiai Eperjesen. A hallgatók száma alapján az ország harmadik legnagyobb egyeteme. Az egyetem rektora Kónya Péter.

## Története
Az egyetemet 1997-ben alapították a kassai Pavol Jozef Šafárik Egyetem szétválasztásával. A Görögkatolikus Teológia Kar ugyanakkor – a Teológiai Akadémia utódaként – több mint 130 éves múltra tekint vissza, a Pravoszláv Hittudományi Kart pedig 1950-ben alapították az akkori Csehszlovákia teológiai főiskolájaként. Két másik kar – bölcsészettudományi és pedagógiai – is az 50-es években jött létre.
A Humán- és Természettudományi Kart 1997-ben alapították, a Pedagógiai Karból kiváló tanszékekkel. Az egyetem további három kara 2002 és 2004 között jött létre. Az egyetem 2015-ben kezdte kiadni a European Journal of Ecology szaklapot.
A Nemzeti Kisebbségek Nyelve és Kultúrája Központ a kelet-szlovákiai régió etnikai és társadalmi vonatkozásaira összpontosít, így a ruszin, roma és magyar nyelv és kultúra terén. Ennek keretében többek között lehetőséget biztosít a magyar nyelv és irodalom tanulására alap- és mesterképzésen egyaránt.

## Karok
Az egyetem nyolc karral működik:
- Bölcsészettudományi Kar (Filozofická fakulta)
- Görögkatolikus Teológia Kar (Gréckokatolická teologická fakulta)
- Humán- és Természettudományi Kar (Fakulta humanitných a prírodných vied)
- Menedzsment Kar (Fakulta manažmentu)
- Pedagógiai Kar (Pedagogická fakulta)
- Pravoszláv Hittudományi Kar (Pravoslávna bohoslovecká fakuklta)
- Sporttudományi Kar (Fakulta športu)
- Egészségtudományi Kar (Fakulta zdravotníckych odborov)

## Híres hallgatók
- Rastislav – metropolita
- Katarína Koščová – szlovák énekesnő
- Milan Lach – szlovák görögkatolikus püspök
- Radoslav Rochallyi – szlovák író, költő

## Híres oktatók
- Eliáš Galajda – szlovákiai ukrán író
- Kónya Péter – történész, 2015-től az egyetem rektora
- Stanislav Rakús – szlovák író, irodalomtörténész